# Ирек (Ишимбай)
Ире́к (баш. Ирек «свобода») — историческая местность в городе Ишимбае, находящаяся на левом берегу реки Белой, бывшая деревня.

## История
Территориально деревня вошла в черту города Ишимбая согласно постановлению Президиума ЦИК БАССР «Об организации рабочего посёлка ишимбаевских нефтепромыслов» от 29 марта 1934 года, решившего судьбу деревень Ишимбаево, Кызыл Батыр, Юрматы.
Основана в 1925-м году. Её заселяли выходцы из деревни Нижнее Буранчино, опустевшее в 1924 году и основанное в 1834 на левом берегу реки Белой напротив современного микрорайона Буранчино, там, где сейчас завод Идель Нефтемаш.
Окончательно опустела в связи со строительством «Салаватнефтеоргсинтез».
На заседании исполкома Ишимбайского городского Совета депутатов трудящихся от 24 сентября 1962 года было принято решение об отводе участков под строительство.

Решили:1. Комбинату № 18 г. Салавата под строительство прудов-наполнителей очистных сооружений отвести земельный участок площадью 24, 43 гектара из юго-западных земель поселка Кызыл Аул. 2. В связи со строительством предусмотреть снос попавших в километровую зону Кызыл Аул Куч, Ирек и также поселок Юрматы, попавший под розу ветров от накопителей очистных сооружений

В память о деревнях Аллагуват, Карлыкуль, Ирек, Кызыл Аул, Артель Куч, Новопетровский (Кожак) и Малый Аллагуват, чьи земли вошли в состав Ишимбая и Салавата, в память об его жителях, погибшим в Великой Отечественной войне, был воздвигнут мемориальный комплекс «Земли Юрматы» на перекрёстке автотрассы Салават—Стерлитамак у поворота на Ишимбай.
Семь мраморных плит, олицетворяющих семь переселенных деревень. В центре возвышается стела — символ Земли Юрматы, обрамленный цветком курая, стоит стела «Никто не забыт, ничто не забыто». На 8 пилонах высечены имена 513 фронтовиков, не вернувшихся с войны, почти каждый третий из 1428 земляков, ушедших на фронт. Здесь стоит бюст Героя Советского Союза Хасана Ахтямова, уроженца села Аллагуват.
Памятник открыт по Указу Президента Республики Башкортостан. На церемонии торжественного открытия комплекса Президент РБ М. Г. Рахимов посадил дерево.
В 2005 году бывшие жители деревень Юрматы, Куч, Кызыл Аул и Ирек и их потомки, всего около 250 человек, встретились вновь на малой родине, празднуя её 80-летие

## Известные жители
Киреев, Салават Гаязович  (18 февраля 1955, дер. Ирек, г. Ишимбай — 6 апреля 2001, г.Уфа) — артист цирка, джигит-наездник, тренер. Заслуженный артист БАССР (1975).
Среди знаменитых земляков — Халит Усманов — заслуженный работник культуры РСФСР, Юнир Газизов — заслуженный энергетик России, Гафур Туктамышев — заслуженный нефтяник России, Наиль Кутлугильдин — бывший директор Салаватнефтеоргсинтеза. Двое жителей Ирека — оператор 411-го завода (первый в Башкирии НПЗ) Флюра Туктамышева и заведующая библиотекой Магира Байгильдина — были делегатами Всемирного фестиваля молодежи и студентов в Москве. Еще две девушки — передовики труда Ф. Туктамышева и Ф. Латыпова — стали участницами Выставки достижений народного хозяйства СССР, награждены медалями и именными часами.